# Meziomorphum echinatum
Meziomorphum echinatum là một loài bọ cánh cứng trong họ Ptinidae. Loài này được Péringuey miêu tả khoa học năm 1886.